# Nouvelle-Irlande (Maine)
Pour les articles homonymes, voir Nouvelle-Irlande.
La Nouvelle-Irlande était une colonie de la Couronne du Royaume de Grande-Bretagne établie dans l’actuel Maine après que les forces britanniques se sont emparées de la région pendant la guerre d’indépendance des États-Unis et à nouveau pendant la guerre de 1812. Cette occupation a duré quatre ans pendant la Révolution  américaine et huit mois pendant la guerre de 1812. À la fin de chaque guerre, les Britanniques ont rétrocédé la souveraineté aux États-Unis aux termes respectivement du Traité de Paris et du Traité de Gand.

## Guerre d'Indépendance

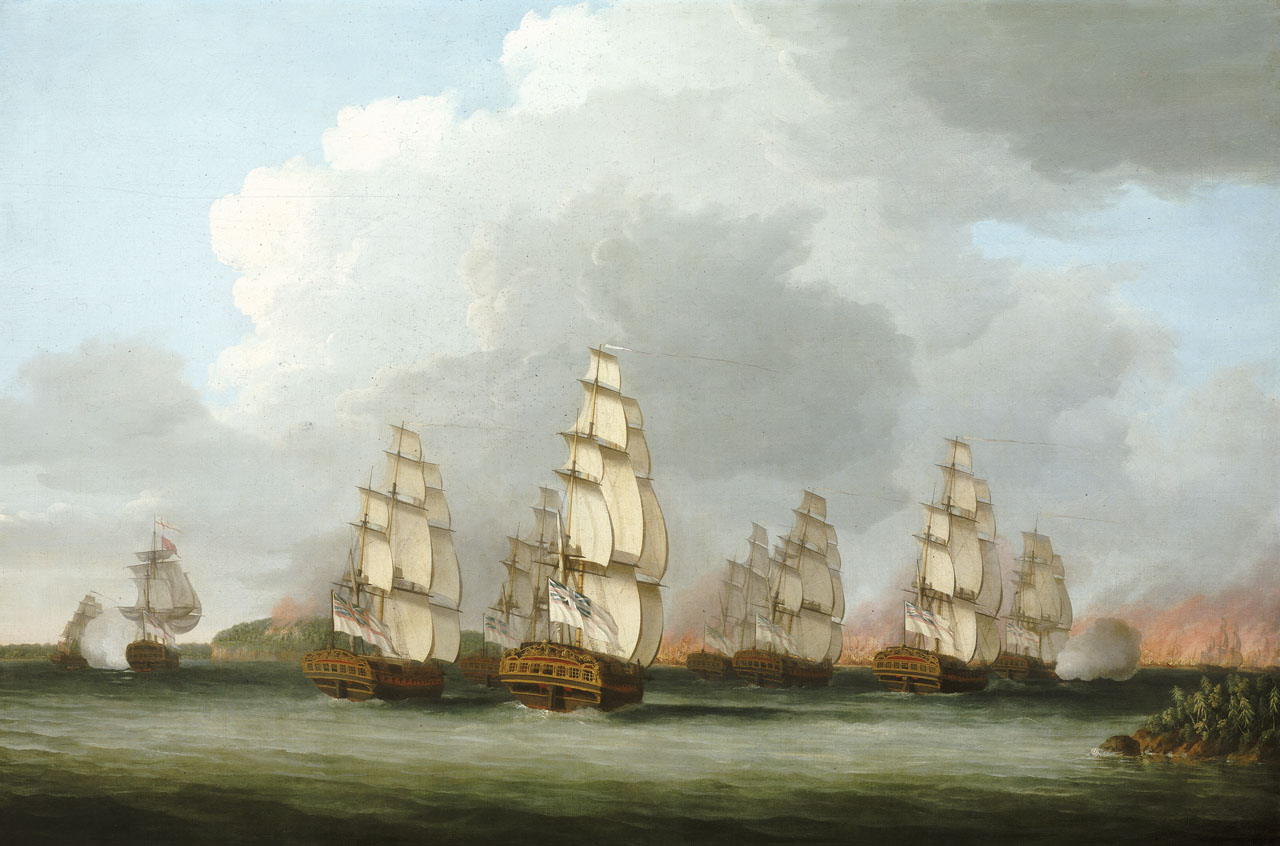
Destruction de la flotte américaine dans la baie de Penobscot (peinture de Dominique Serres)

En 1779, pendant la Révolution américaine, les Britanniques se sont accrochés à une partie du Maine, en particulier autour de la baie de Penobscot, et afin d'y en une nouvelle colonie qu'ils ont appelé la « Nouvelle-Irlande ». Les auteurs du projet étaient des loyalistes exilés John Caleff (1725-1812), John Nutting (1775-85) et l’anglo-irlandais William Knox (1732-1810). Il avait vocation à être une colonie permanente pour les Loyalistes et une base pour l’action militaire pendant la guerre.
Le 30 mai 1779, huit navires de guerre britanniques quittèrent Halifax avec 640 hommes. Sous le commandement du général Francis McLean, les navires entrèrent dans le port de Castine, débarquèrent des troupes qui occupèrent le village. Ils commencèrent à ériger le fort George sur l’un des points les plus élevés de la péninsule. Alarmé par cette incursion, le Commonwealth du Massachusetts envoya unr expédition dirigée par le général Solomon Lovell et le capitaine de la marine Dudley Saltonstall, secondé par le général Peleg Wadsworth. Le colonel Paul Revere était chargé de l’artillerie. L’expédition militaire se composait d’une flotte de 19 navires de guerre et de 25 navires de soutien, transportant 344 canons.

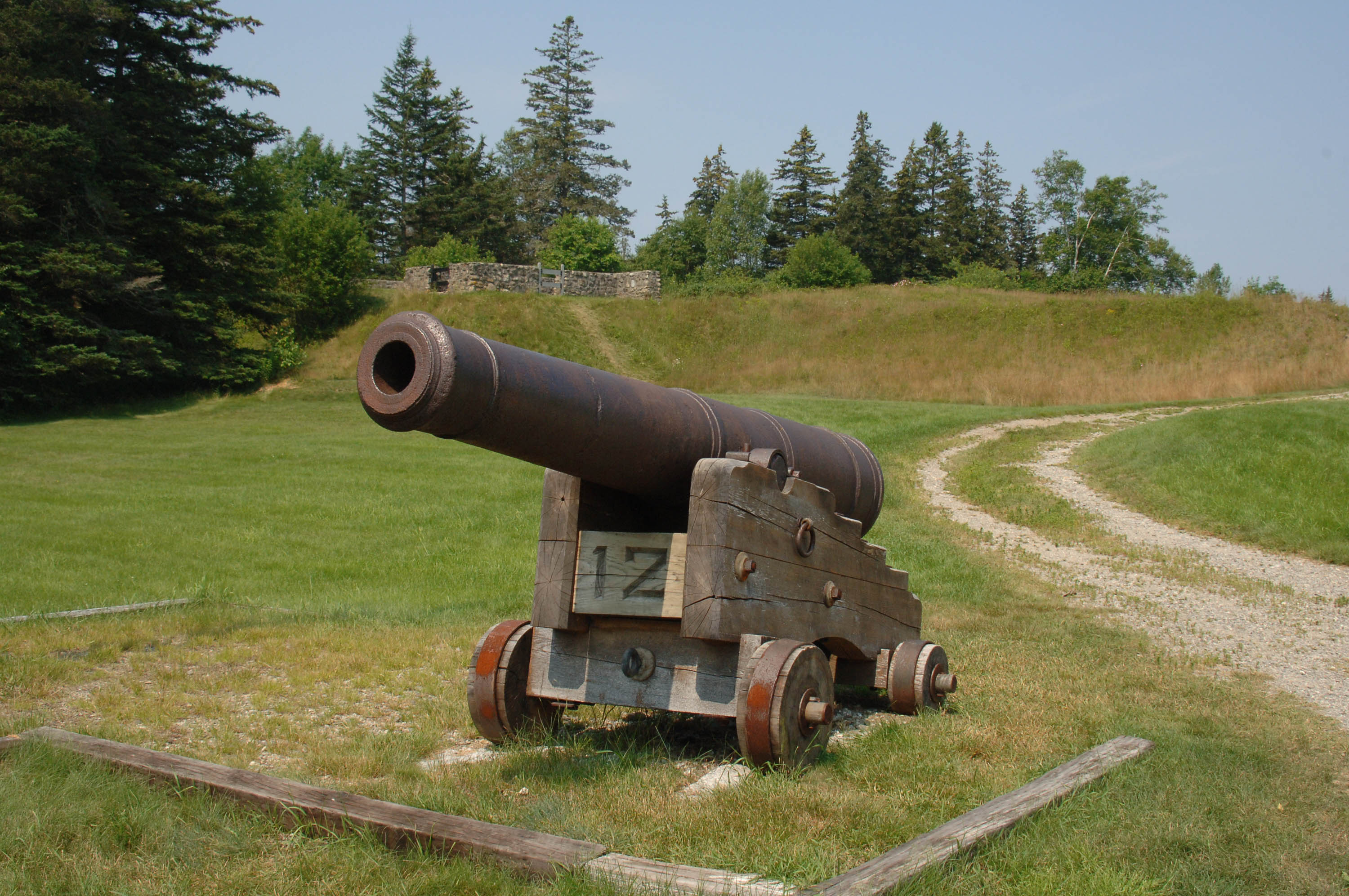
Fort George à Castine

Bien que largement en infériorité numérique, les forces britanniques résistent au siège des Américains pendant 21 jours et ces derniers sont alors mis en déroute par l’arrivée de renforts britanniques. Les Patriotes, empêchés de s’échapper par la mer par la Royal Navy, brûlèrent leurs navires près de l’actuelle Bangor et rentrèrent chez eux à pied. le Commonwealth du Massachusetts n’a pas été en mesure de déloger les Britanniques malgré une défense réorganisée et l’imposition de la loi martiale dans certaines parties du Maine. Certaines des villes les plus à l’est se déclarèrent neutres et restèrent non impliquées dans la guerre. Cet épisode a été l’une des plus grandes victoires britanniques de la guerre. L’échec de l’expédition Penobscot, qui a coûté aux révolutionnaires huit millions de dollars et 43 navires, est resté la plus sévère défaite navale américaine jusqu’à Pearl Harbor en 1941. 
La Nouvelle-Irlande a été cédée aux Américains dans le cadre de l’accord de paix de Paris. Saltonstall et Revere furent plus tard traduits en cour martiale, accusés de lâcheté et d’insubordination. Le tribunal a déclaré Saltonsall coupable, mais a acquitté Revere.
À la fin de la guerre d’indépendance, de nombreux loyalistes de la région ont migré vers l’est ; ils ont traversé la ligne frontière internationale nouvellement établie à la rivière Sainte-Croix et se sont établis à St. Andrews. Le Traité de Paris qui a mis fin à la guerre était ambigu dans le tracé de la frontière entre le Maine et la province britannique voisines du Nouveau-Brunswick, ce qui fut à l'origine des futurs différents entre les parties.

## Guerre de 1812

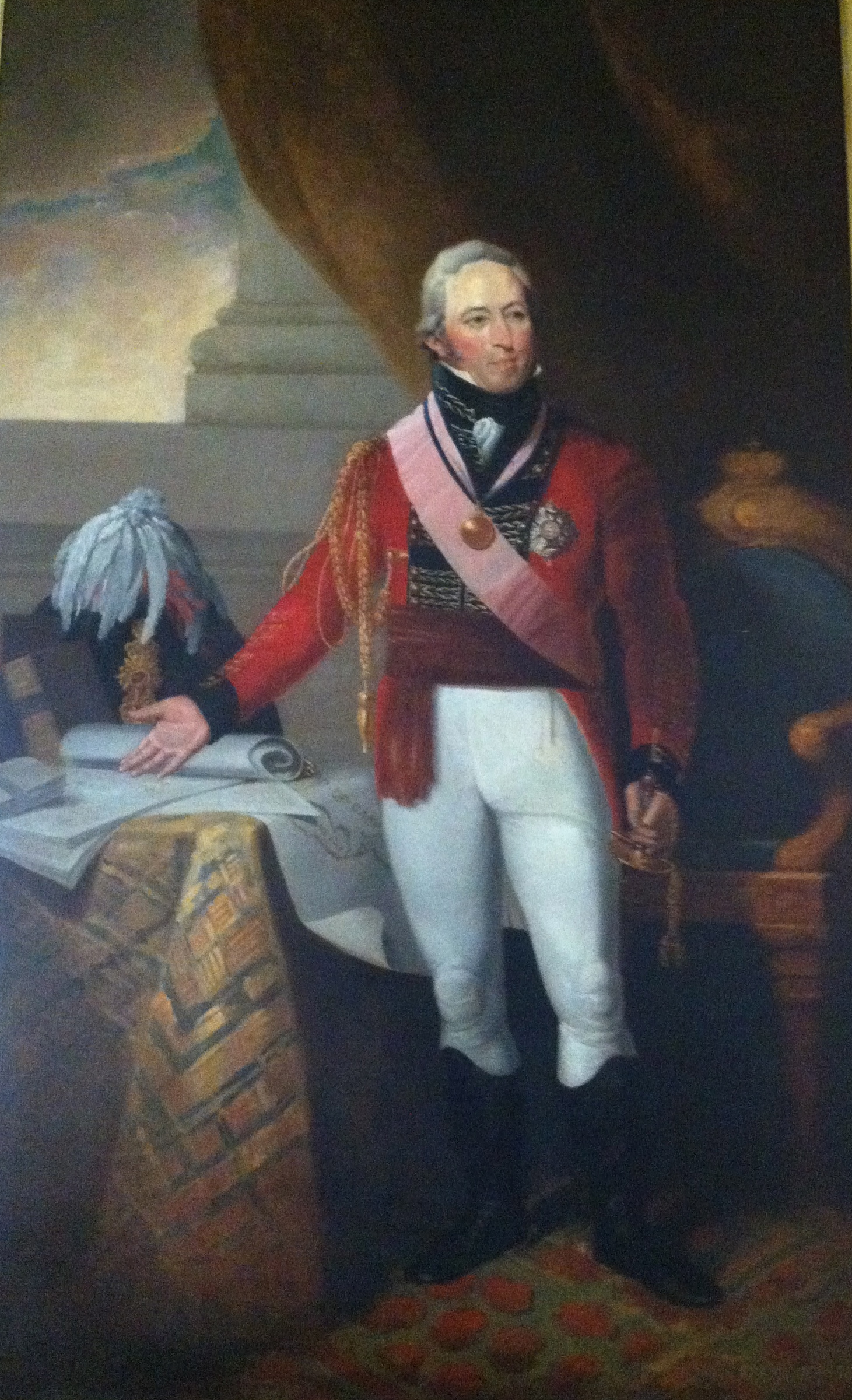
John Coape Sherbrooke

Pendant la guerre de 1812, de sa base à Halifax, en août et septembre 1814, le lieutenant-gouverneur de la Nouvelle-Écosse John Coape Sherbrooke envoya une force navale et 500 soldats britanniques sous le commandement du vice-amiral Colpoys pour conquérir le Maine et rétablir la colonie de Nouvelle-Irlande. En 26 jours, ils ont réussi à prendre possession de Hampden, Bangor et Machias, détruisant ou capturant 17 navires américains. Ils remportèrent la bataille de Hampden et occupèrent le village de Castine pour le reste de la guerre, reconstruisant fort George, occupant un ancien fort américain et y construisant trois nouveaux forts. Comme pour la guerre d’indépendance, l’objectif était d'annexer le Maine au Canada.
Le traité de Gand rend ces territoires aux États-Unis. Les Britanniques partirent en avril 1815, date à laquelle ils perçurent 10 750 £ provenant des droits de douane à Castine. La brève occupation de la colonie rapporta des recettes douanières, appelées le « Fonds Castine », qui furent par la suite utilisées pour financer une bibliothèque militaire à Halifax et fonder l'Université Dalhousie.

## Source
- (en) Cet article est partiellement ou en totalité issu de l’article de Wikipédia en anglais intitulé « New Ireland (Maine) » (voir la liste des auteurs).